# C10 (entreprise)
Pour les articles homonymes, voir C10.
C10 (Centre Européen de Distribution) est un réseau de distributeurs de boissons indépendants, pour les professionnels du secteur de la restauration, de l’hôtellerie et des débits de boissons. Le réseau C10 est composé d’une centaine d’adhérents répartis en France.

## Activité
Le réseau avec ses 230 entrepôts et 700 camions répartis sur l'ensemble du territoire livre les cafés, bars, restaurants traditionnels, hôtels, établissements de restauration rapide, ainsi que les grandes chaînes nationales de restauration ou d'hôtellerie.
C10 estime le chiffre d'affaires du groupe à 1,48 milliard d'euros en 2018 et l'effectif de ses 97 adhérents à environ 4000 salariés.

## Historique
En 1970 naissent les premiers groupements d’entrepositaires grossistes tout d’abord à périmètre régional. Les années 1980 les verront prendre une dimension nationale et se développer jusqu’en 1996, période où les brasseurs cherchent à prendre le contrôle de la distribution. Cette année-là, quelques entrepreneurs indépendants, distributeurs de boissons, décident de s'unir dans un même groupement. Résultat, la fusion de la SA Générale de Boissons France et du GIE Omni-Boissons a donné naissance à la Centrale Européenne de Boissons.
En 2004, les adhérents décident de passer à la vitesse supérieure. Ils optent pour la transformation du groupement en réseau. C10 est lancé.

### Dates clés
- 1996 : création du groupement Centrale européenne de boissons (CEB)
- 30 juin 2004 : fondation du réseau C10 par Xavier Alberti
- 2006 : Création de la plateforme logistique vins et spiritueux.
- 2007 : signature du partenariat Coupe de France de football pour trois ans.
- 2008 : déménagement de la plateforme vers un nouvel entrepôt logistique neuf de 10 000 m2
- 2 avril 2008 : signature de l’accord d’acquisition des entrepôts Elidis.
- 2009 : diversification des activités avec l’ouverture des premières caves Comptoir des Vignes.
- 2010 : refonte de l’identité graphique de C10 : logo, charte graphique et baseline « C10, Fournisseur de toutes les boissons ».
- 2019 : Lancement d’un programme d’animation point de vente avec la création de l’identité Passion Bistro.

### Identité visuelle (logo)

Logo avant septembre 2010.
Logo à partir du 7 septembre 2010.